# Chrysler Imperial
Chrysler Imperial — модификация автомобиля, появившаяся в 1926 году. Являлась топовой моделью в линейке автомобилей Chrysler на протяжении большей части своей истории. Chrysler Imperial выпускался до 1954 года, затем с 1990 по 1993 годы. Компания позиционировала этот автомобиль как представительский для конкуренции с Cadillac, Lincoln и Packard.
В одной из статей журнала AACA даётся следующее пояснение названию автомобиля: 

Прилагательное «имперский», согласно словарю Уэбстера, означает суверенный, верховный, говорящий о большом размере или превосходстве. Таким образом, это слово справедливо приличествует среди названий самых дорогих моделей Chrysler.

## Первое поколение
В 1926 году Уолтер Крайслер решил конкурировать с североамериканскими марками Cadillac, Lincoln, Packard и Duesenberg среди автомобилей повышенной комфортности. Chrysler предложил различные типы кузова: двух- и четырёхместный родстер (четырёхместный, если автомобиль имел откидное сиденье), четырёхместное купе, пятиместные седан и фаэтон и семиместный лимузин. Лимузин имел стеклянную перегородку между передним и задним пассажирскими отсеками.

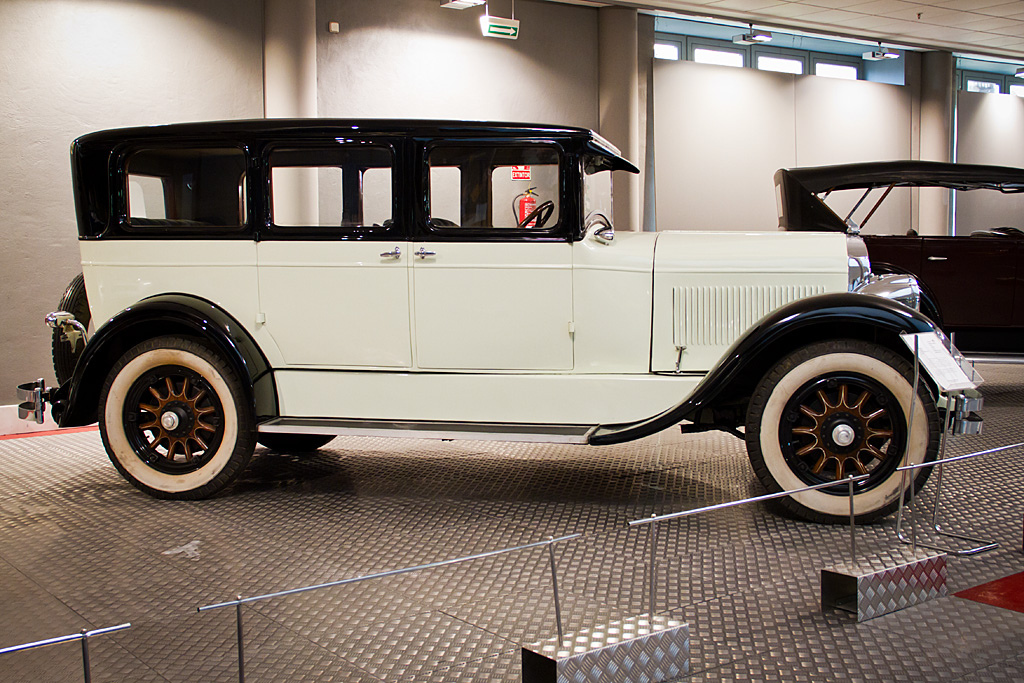
Chrysler Imperial Serie 80, 1926

Новый двигатель был немного больше, чем стандартные рядные шестицилиндровые двигатели компании. Он имел объём 4,7 литра и мощность 92 л.с. Передняя подвеска: рессорная полуэллиптическая. Автомобиль установил трансконтинентальный рекорд скорости в том же году, когда и появился, проехав более 10 460 километров за неделю. Автомобиль был выбран в качестве пейс-кара для гонки 500 миль Индианаполиса, прошедшей в 1926 году. Модель получила обозначение E-80, число 80 говорило о «гарантированной» крейсерской скорости в милях в час (129 км/ч). Разгон до 100 км/ч занимал 20 секунд. Четырёхступенчатая коробка передач стала доступна с 1930 года. Подобное внимание к уровню комфорта для многочисленных типов кузовов отмечалось во время работы Уолтера Крайслера в подразделении Buick в 1911—1919 годы.
С появлением второго поколения в 1931 году первое поколение прошло незначительные обновления и было названо Chrysler Six. В 1920 году Уолтер Крайслер, занимавшийся в компании Willys, совместно с инженерами Фредом Зедером, Оуэном Скелтоном и Карлом Бриром, начали работу над новой машиной для Willys, которая часто упоминалась как Chrysler Six. Когда Willys столкнулась с финансовыми проблемами, Уолтер Крайслер и трое инженеров, работавшие над Chrysler Six, перешли к Maxwell-Chalmers, где и продолжили свою работу. В январе 1924 года состоялся запуск шестицилиндрового Chrysler. В следующем году автомобильная компания Maxwell стала известна как Chrysler Corporation.

## Второе поколение

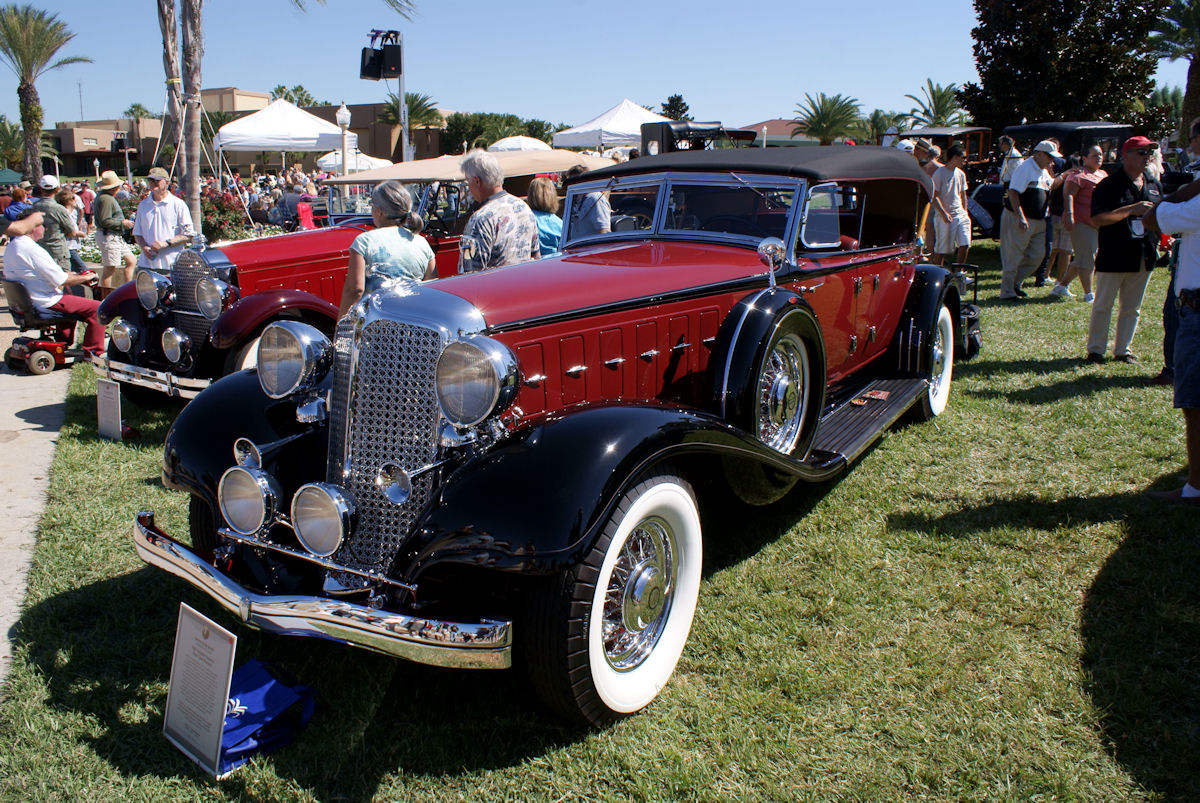
Фаэтон Chrysler Imperial, 1933

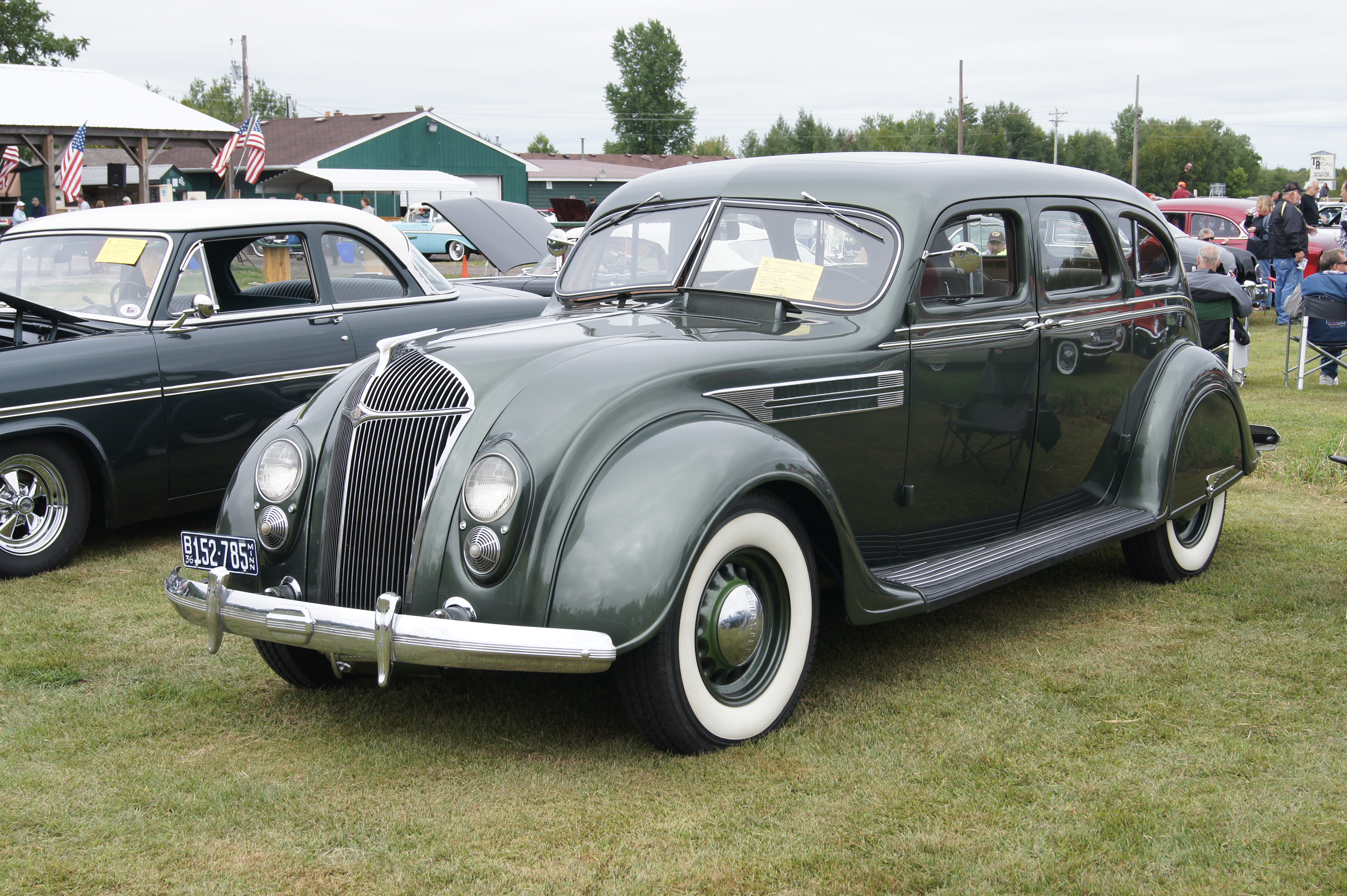
Chrysler Imperial Airflow, 1936

Дизайн Chrysler Imperial был обновлён в 1931 году. Автомобиль получил новый рядный восьмицилиндровый двигатель объёмом 6308,85 куб.см. Маркетинговые публикации называли Chrysler Imperial этого поколения как Imperial 8, ссылаясь на новый 8-цилиндровый двигатель. Этот двигатель позже устанавливался на многих других автомобилях Chrysler. Imperial Custom получил нержавеющие крылья, автоматическое управление обогревателем и безопасное стекло. Лимузин комплектовался даже диктофоном.
Обновление дизайна также затронуло появление новых спицованных дисковых колёс, которые стали стандартным подходом к дизайну колёс до 1940-х годов. Гоночный пилот Гарри Хартц установил многочисленные скоростные рекорды на седане в Дейтона-Бич, штат Флорида. Он появился вслед за Rolls-Royce Phantom II, Mercedes-Benz 770, Packard Eight, Duesenberg Model J, Cadillac Series 355 и Lincoln K-series.

## Третье поколение
Chrysler Imperial 1934—1936 годов получил дизайн «Airflow», что показывает интерес к приданию кузовам обтекаемой формы и уменьшению лобового сопротивления. Модель продавалась под лозунгом «автомобиль завтрашнего дня здесь и сегодня». Он остался восьмиместным и с рядным восьмицилиндровым двигателем. Это был первый автомобиль, разрабатывавшийся в том числе с испытаниями в аэродинамической трубе. Такие опыты привели к полному переосмыслению дизайна линейки автомобилей Chrysler. Поэтому в третьем поколении автомобиль считался на тот момент более современным, продвинутым и успешным. Мотор и салон были смещены вперёд, что дало лучшее распределение веса и положительно повлияло на плавность хода и управляемость. Была использована также конструкция монокока, что делает автомобиль чрезвычайно крепким. Также это был один из первых автомобилей со сквозными крыльями.
Покупатели не спешили поддерживать нетрадиционный дизайн, поэтому автомобиль не продавался в больших количествах. Провал дизайна Airflow на рынке привёл к более консервативной политике Chrysler в течение следующих 20 лет. Внешний вид автомобиля был похож на несвязанную Tatra 77, которая также появилась в середине 1930-х годов с подобной реакцией на дизайн.

## Четвёртое поколение

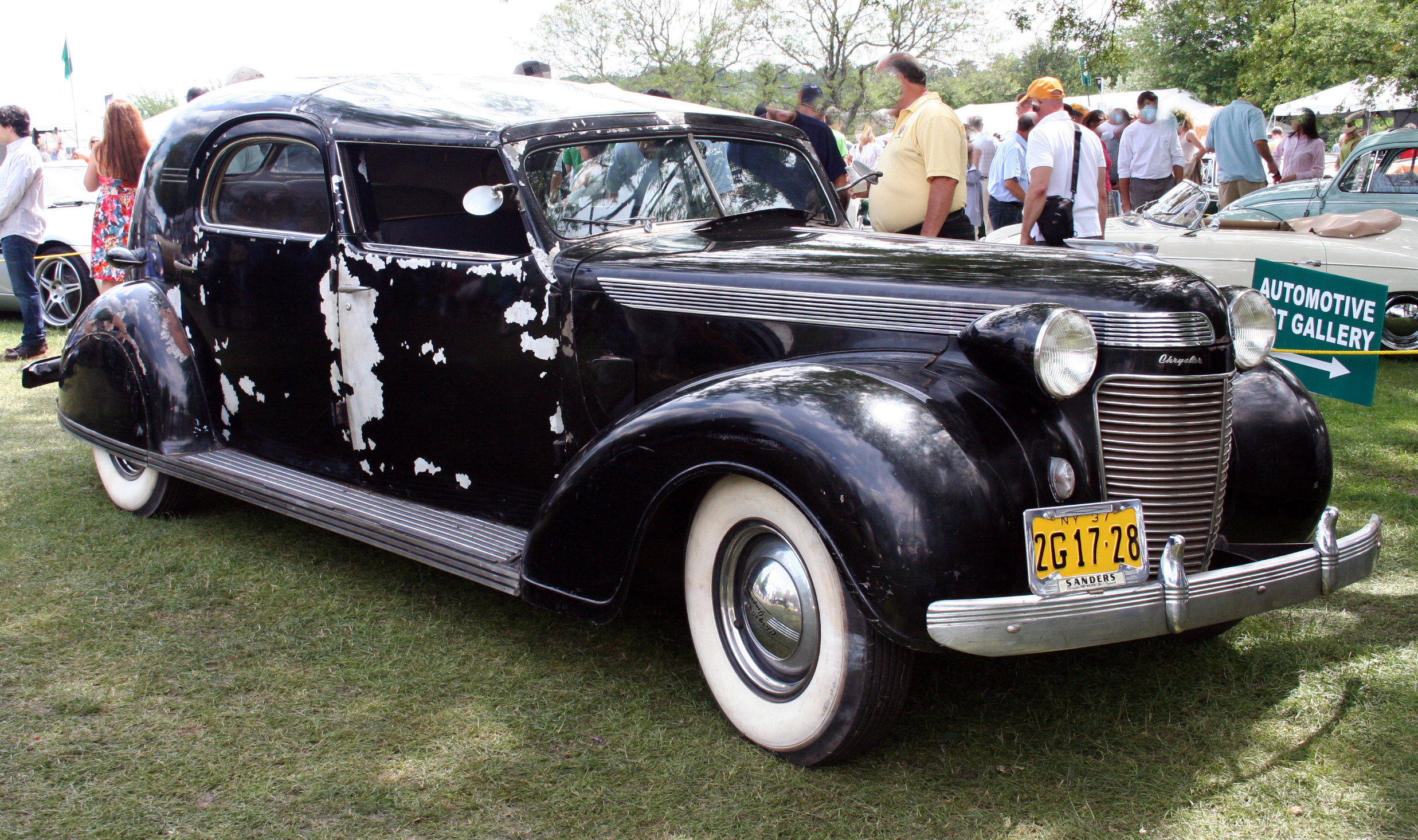
Chrysler Imperial Custom, 1937

Нововведения в 1937 году включали встроенный обдув лобового стекла, безопасное оснащение интерьера (например, гибкие ручки дверей и утопленные элементы управления на приборной панели), новая обивка сидений, и полностью шумоизолированный моторный отсек. Изначально лимузин выпускался с 13-дюймовыми барабанными тормозами, но в 1939 году они увеличились до 14 дюймов, и вновь уменьшились до 12 дюймов в 1940 году. Передняя подвеска была независимой.

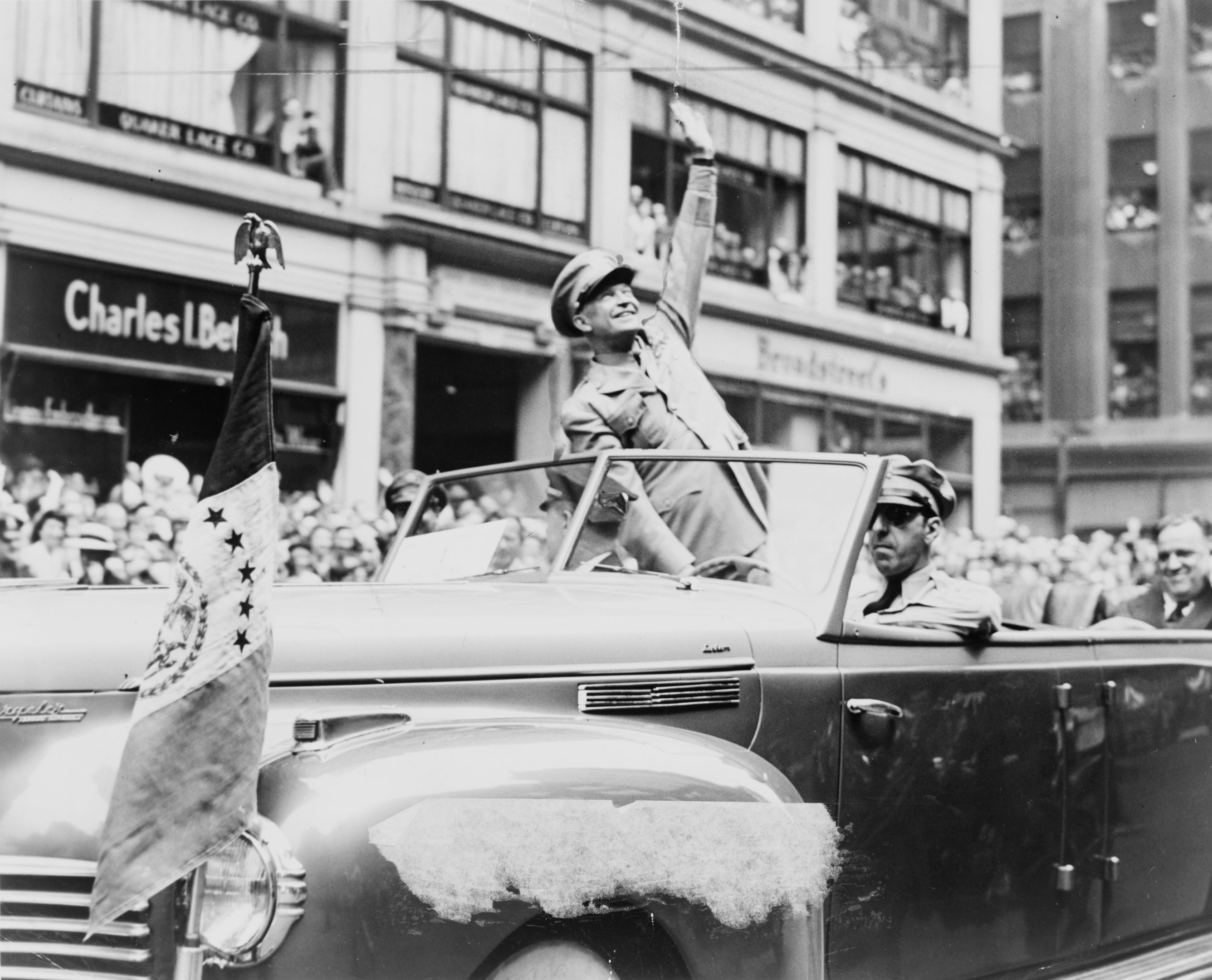
Дуайт Эйзенхауэр на параде в Нью-Йорке на автомобиле Chrysler Imperial, 1945

В этом поколении существовало три модели. C-14 имел стандартный восьмицилиндровый двигатель и выглядел так же, как Chrysler Royal C-18 с более длинным капотом. C-15 или Imperial Custom являлся городским лимузином и был доступен по специальному заказу. Третья модель, C-17, по-другому называлась Airflow. Кабриолет Imperial Custom был использован в качестве официального автомобиля на гонках 500 миль Индианаполиса.

## Пятое поколение
В 1940 году линейка была упрощена, верхней моделью стала Chrysler Saratoga. В период между 1946 и 1948 годами автомобиль был назван Imperial Crown, возвращаясь к максимальной комплектации. Выпускались два кузова: восьмиместные четырёхдверные кузова седан и лимузин. Разница в стоимости между двумя этими автомобилями составляла $100, а масса всего в 5 килограмм. Спереди и сзади устанавливалась гидравлические телескопические амортизаторы. Двухскоростные электрические стеклоочистители были для этого поколения стандартными.
Название «Imperial», начиная с 1941 года, относилось к роскошным лимузинам Cadillac.

## Шестое поколение
В 1949 году появилось шестое поколение, выпускавшееся в трёх кузовах. Chrysler Imperial с короткой колёсной базой получил кузов четырёхдверного шестиместного седана. Четырёхдверный восьмиместный Crown Imperial был доступен в кузове седан или лимузин с разделяющим салон стеклом.

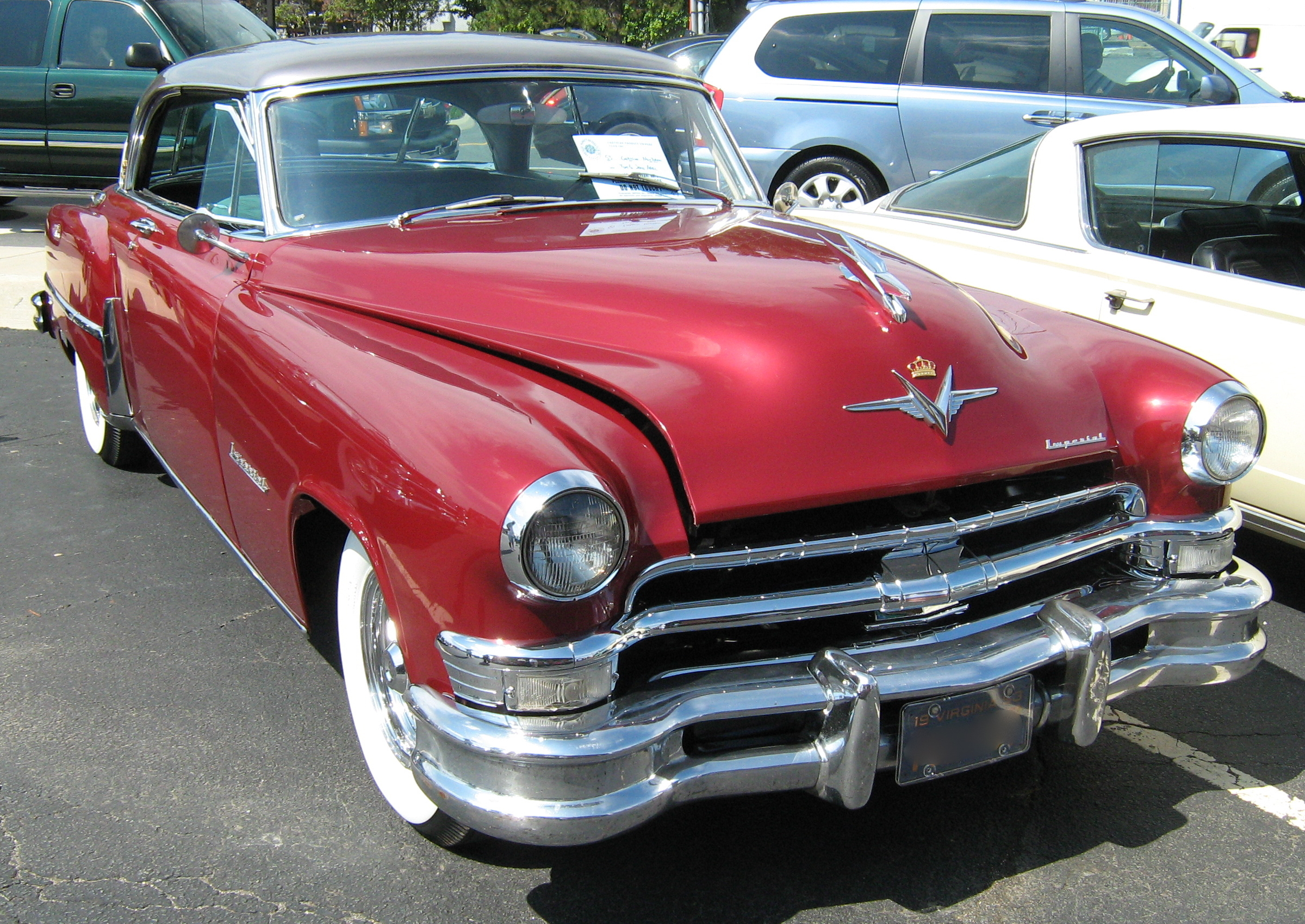
Купе Chrysler Imperial Custom, 1953

Новый малосерийный седан был основан на базе Chrysler New Yorker. Они имели одинаковые комплектации, но Crown Imperial получил брезентовую крышу, а также кожаную и суконную обивку салона. Новые модели в продаже появились только к марту 1949 года. Их стиль был более сглаженным, чем у предыдущих моделей, но всё ещё оставался консервативным. Упрощённая, но по-прежнему массивная решётка радиатора была использована в этом поколении. Сохранились боковые молдинги и горизонтальные хромированные полосы на задних крыльях.
В 1950 году Crosley Hot Shot часто выдавал кредит на производство первых дисковых тормозов, но Chrysler Imperial Crown стал использовать их в качестве стандартного оборудования в начале 1949 модельного года. Диски Crosley были разработаны Goodyear и представляли собой суппорта с вентилируемым ротором, изначально разработанные для авиации. В итоге только Hot Shot удалось их применить. Отсутствие полного исследования вызвало большие проблемы с надёжностью тормозов, особенно в тех регионах, где используются соли на зимних дорогах. Заменяемые барабанные тормоза Hot Shots были очень популярны.
Тормозная система Chrysler с четырьмя дисковыми тормозами была более сложной и дорогой, чем Crosley, но гораздо более эффективной и надёжной. Она была разработана компанией Ausco Lambert и впервые опробована на Plymouth 1939. Система Chrysler отличалась дисковым тормозом с полным охватом со вращающимся корпусом.
В 1950 году автомобиль по сути являлся моделью New Yorker с изготавливаемым на заказ интерьером. Он имел решётку радиатора, подобную Cadillac, которая включала круглые поворотные сигналы. Боковая линия оставалась подобной модели 1949 года, но боковая полоса заканчивалась на передних крыльях, а молдинг шёл от передних колёс до задних крыльев. В отличие от стандартного Chrysler Imperial Crown Imperial отличался боковой стороной. Была доступна также специальная версия лимузина, которая включала уникальный кожаный интерьер. Электрические стеклоподъёмники были стандартом на Crown Imperial.

## Отдельная марка

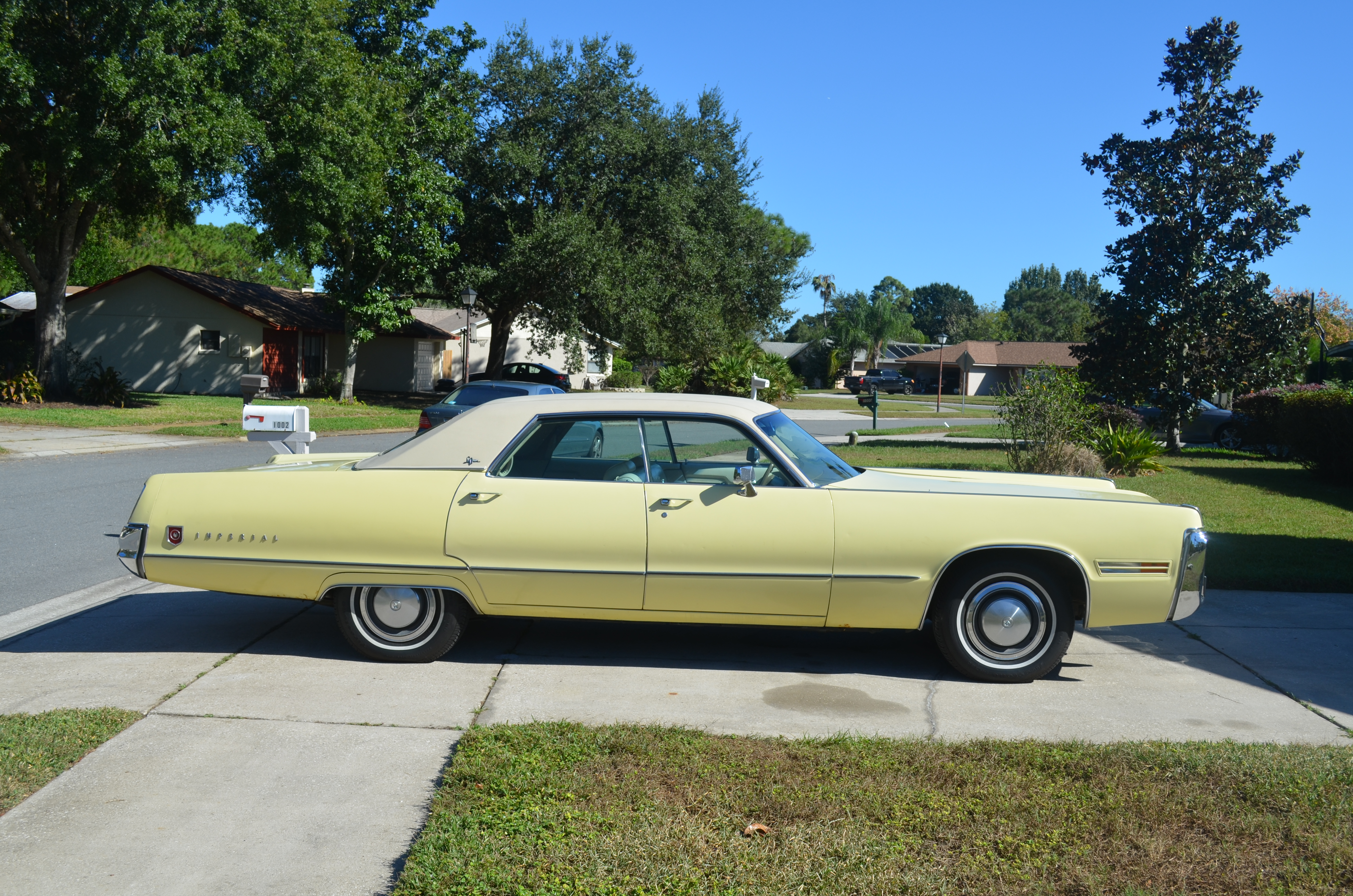
Imperial LeBaron, 1973

Chrysler в 1955 году зарегистрировала Imperial как отдельную марку. Это была попытка непосредственной конкуренции с представительскими марками крупных корпораций, такими как Cadillac и Lincoln. Так новая марка стала отдельной, и автомобили не имели никаких шильдиков и надписей указывающих на Chrysler.
8 апреля 1955 года Chrysler и Philco объявили о разработке и производстве первого в мире полностью транзисторного автомобильного радиоприёмника. Транзисторный автомобильный радиоприёмник Mopar модели 914HR являлся «опцией» за $150 на автомобилях 1956 года. Компания Philco занималась выпуском радиоприёмников для Chrysler, начиная с осени 1955 года, на своём заводе в Сандаски, штат Огайо.
Маркетинговая стратегия создать индивидуальную линейку представительских автомобилей была слабой по причине того, что автомобили редко продавали в отдельных выставочных залах. Cadillac и Lincoln справлялись с этой задачей гораздо лучше. Вместо этого автомобиль предлагался через дилерские сети Chrysler вместе с другими, а также общественность знала марку как «Chrysler Imperial»
Автомобили Imperial продолжали продавать через автосалоны Chrysler. Отдельный маркетинговый канал так и не появился, и поэтому не удалось отделиться от других моделей Chrysler и стать отдельной маркой.
Несмотря на то, что между 1976 и 1978 годами автомобили не выпускались, модели, которые раньше продавались как Chrysler Imperial, продавались как Chrysler New Yorker Brougham.

## Седьмое поколение

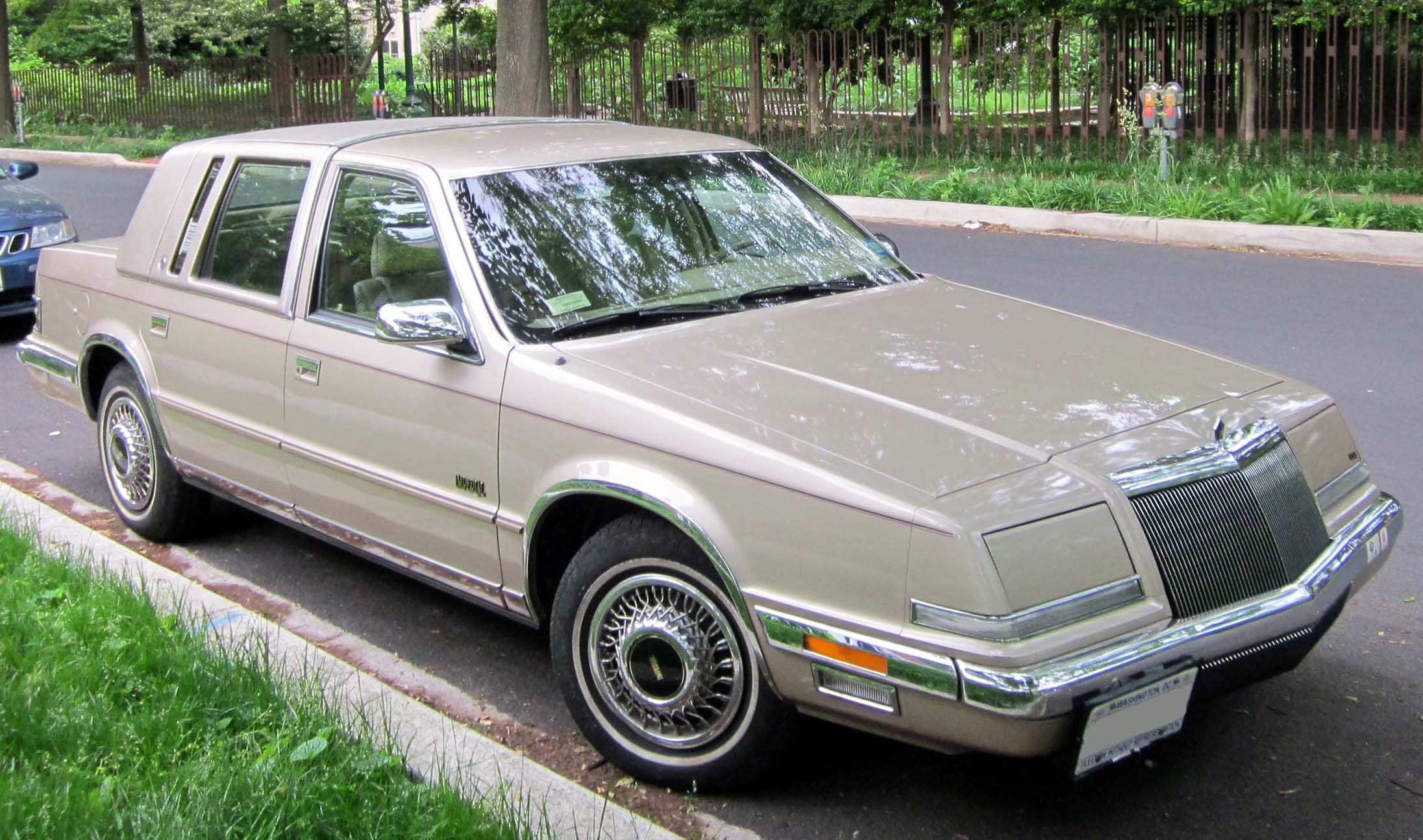
Chrysler Imperial, 1990—1993

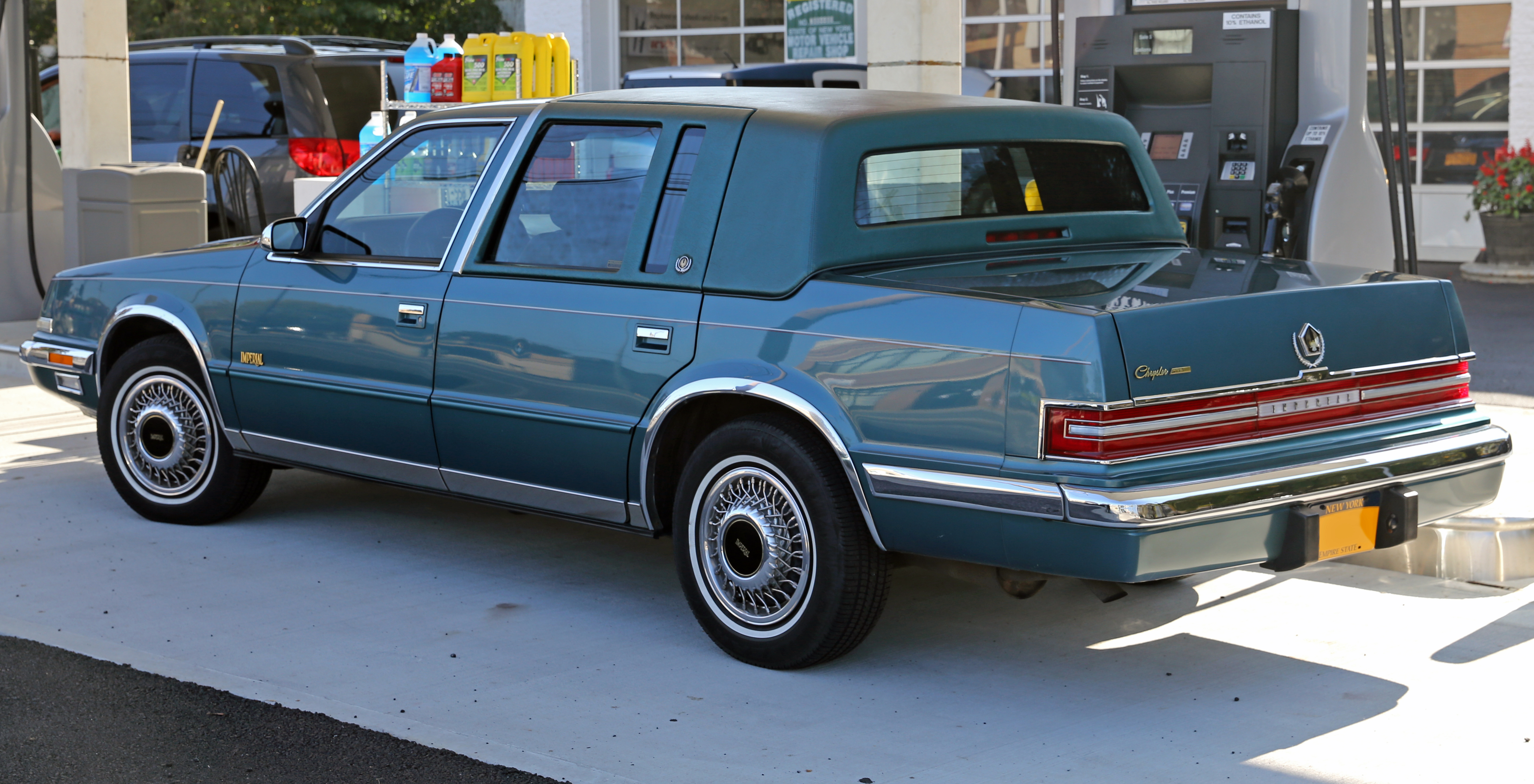
Chrysler Imperial, 1993

В начале 1990-х годов произошло возрождение высококлассного седана в линейке Chrysler. В отличие от 1955—1983 годов, этот автомобиль был моделью Chrysler, а не отдельной маркой. Построенный на платформе Y, он представлял собой топовую полноразмерную модель в линейке Chrysler. Ниже уровнем расположились New Yorker Fifth Avenue и обычный New Yorker.
Перезапуск состоялся спустя два года после того, как Lincoln Continental восьмого поколения был заменён на переднеприводной седан с двигателем V6. Связано это было и с популярностью на североамериканском рынке седана Acura Legend, появившегося в 1986 году.
Хотя Chrysler Imperial и New Yorker Fifth Avenue тесно связаны, они имеют несколько отличий. Перёд получился более клиновидным, а у Fifth Avenue он оказался более острым (позже был рестайлинг New Yorker Fifth Avenue, он получил более округлый перед). Корма у двух автомобилей отличалась формой. Кроме того, задние фонари были на всю ширину по аналогии с Chrysler TC; New Yorker Fifth Avenue получил меньшие вертикальные задние фонари.
Это поколение оставалось фактически неизменным в течение четырёх лет после выпуска. Изначально модель 1990 года оснащалась 3,3-литровым 147-сильным (110 кВт) двигателем EGA конфигурации V6, с крутящим моментом 251 Н·м. В 1991 году он был заменён 3,8-литровым EGH V6. Хотя мощность увеличилась до 150 л. с. (112 кВт), крутящий момент нового двигателя увеличился до 292 Н·м при 2750 об/мин. Четырёхступенчатая автоматическая коробка передач была стандартной с обоими двигателями.

После 1993 модельного года планировалось прекратить выпуск этого поколения наряду с аналогичными моделями New Yorker. Они были заменены седанами на новой платформе LH. Хотя автомобили под названием New Yorker продолжили продаваться ещё в течение трёх лет, 1993 стал последним годом выпуска. В 1994 году Chrysler LHS сменил в качестве флагманской модели Chrysler.

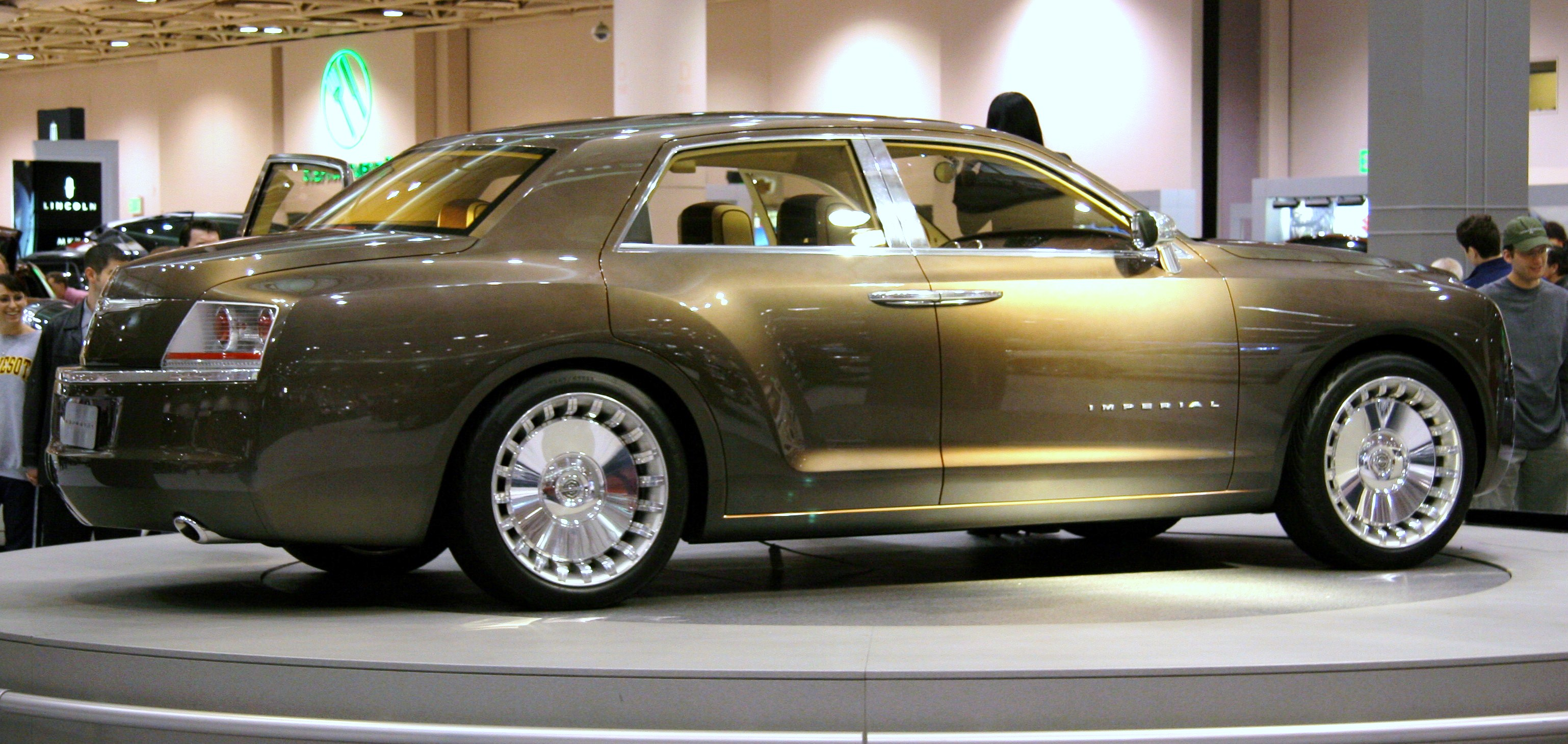
Chrysler Imperial Concept, 2006

## Chrysler Imperial Concept
Концепт-кар Chrysler Imperial был представлен в 2006 году на Североамериканском международном автосалоне. Этот концепт использовал платформу LY, которая представляет собой расширенную платформу LX. Колёсная база автомобиля составляет 3124 мм. С колёсами диаметром 22 дюйма автомобиль приобрёл, по словам Тома Тремонта, «шестизначную стоимость, но по гораздо более низкой цене». В дизайне отмечаются длинный капот и передняя часть с вертикальным радиатором и горизонтальной тематической решёткой. В автомобиле присутствуют и детали, характерные для автомобилей Chrysler 1930—1960 годов.